# 常陸北条藩
常陸北条藩（ひたちほうじょうはん）は、常陸国筑波郡北条（現在の茨城県つくば市北条）に存在した藩。

## 藩史
豊臣秀吉の命により蒲生氏郷の寄騎となっていた佐久間勝之は、氏郷の没後、信濃国長沼城を賜った。秀吉の没後、近江国山路で3000石を与えられ、慶長12年（1607年）、江戸城内に移転した際に常陸国北条に3000石を加増された。これにより知行高が都合1万石となり、大名に列して常陸北条藩が成立した。ただし封地には下らず江戸城に常駐する定府大名だった。その後大坂の陣で武功を挙げて信濃国長沼藩1万8000石に移封となり、常陸北条藩はいったん廃された。
下総国佐倉藩主・堀田正盛の四男・堀田正英は、父が殉死した後その遺領から5000石を分与された。その後は徳川家綱に仕えて御小姓組番頭、書院番頭、大番頭と累進して3000石を加増された。そして天和元年（1681年）には若年寄となり、翌年5000石を加増されたことで都合1万3000石の大名となり、常陸北条藩が再立藩した。正英はその後も奏者番になり幕府の役職を歴任、元禄元年（1688年）に死去した。
正英には嫡男・正親、次男・正矩、三男・正章がいたが、正英が生前に幕府に提出していた家督相続願いには、正矩と正章については記されていたにもかかわらず、肝心の正親についてはなぜか言及がなかったために世子として認められず、届出不備をもって改易とされてしまった。ここに常陸北条藩は再び廃藩となったのである。旧領1万3000石のうち、8000石は収公されて公儀御料となったが、正矩が3000石、正章が2000石の遺領相続を認められ、それぞれ旗本として家名存続が許された。一方正親は一族の陸奥福島藩主・堀田正仲の元にお預けの憂き目に遭っている。
公儀御料となった旧領は元禄11年（1698年）土浦藩領となった。

## 歴代藩主

### 佐久間家
1万石（うち北条は3千石）。外様。
1. 勝之（かつゆき）〈従五位下、大膳亮〉【慶長15年（1610年）加増により立藩－元和元年（1615年）転封により廃藩】

### 堀田家
1万3000石。譜代。
1. 正英（まさひで）〈従五位下、対馬守〉【天和2年（1682年）2月29日藩主就任－元禄元年（1688年）7月3日死去】